# مانوئل یکم، امپراتور بیزانس
مانوئل یکم کومننوس (به یونانی: Μανουήλ Α' Κομνηνός, Manouēl I Komnēnos) (به انگلیسی: Manuel I Komnenos) (زادهٔ ۲۸ نوامبر ۱۱۱۸ – درگذشتهٔ ۲۴ سپتامبر ۱۱۸۰) فرماندهٔ نظامی، سیاستمدار و امپراتور روم شرقی (بیزانس) از ۱۱۴۳ تا ۱۱۸۰ بود. او رویای این را داشت تا امپراتوری روم را بار دیگر زنده سازد و برای تحقق این خواسته، ذخایر بیزانس را در دورانی که حیات امپراتوری از سوی سلجوقیان تهدید می‌شد، صرف این کار ساخت اما سیاست‌هایش در نهایت با شکست مواجه گردید.

## زندگی

### سال‌های نخستین و رسیدن به امپراتوری
مانوئل چهارمین پسر ژان دوم کومننوس، امپراتور وقت بیزانس و مادرش شاهدختی مجارستانی به نام ایرنه بود. او همراه با پدرش در نبرد علیه ترکان سلجوقی جنگیده بود و همین موضوع سبب شد تاژان دوم با برتری دادن او نسبت به برادر بزرگترش ایزاک کومننوس، مانوئل را در ۱۱۴۳ جانشین خود معرفی نماید. ژان در ۱۱ آوریل همان سال درگذشت و مانوئل با عنوان مانوئل یکم کومننوس بر تخت امپراتوری بیزانس نشست.

### دوران حکومت و سیاست خارجی
مانوئل در اوایل دوران حکومتش تمام وقت خود را صرف مسایلی که در غرب اتفاق می‌افتاد نمود و عملاً تهدید فزایندهٔ ترک‌های آناتولی را نادیده گرفت. او بار دیگر علیه رقبای خود در سیسیل و انتیاکیه با غربی‌ها متحد شد و در زمان دومین جنگ صلیبی از قلمرو خود در یونان در برابر حملات راجر دوم سیسیل که ناوگانش موفق به تصرف کورفو در ۱۱۴۷ شده بودند دفاع نمود. مانوئل دو سال با کمک ونیزی‌ها توانست تا جزیرهٔ اشغال‌شده را از راجر باز پس گیرد.
مانوئل در ۱۱۴۸ به تحکیم اتحادش با کنراد سوم، امپراتور آلمان پرداخت که پیشتر با خواهر همسرش ازدواج کرده بود. اما کنراد در ۱۱۵۲ درگذشت و علی‌رغم تلاش‌های پیوستهٔ مانوئل، او دیگر نتوانست با جانشین او فردریک یکم بارباروسا به توافق برسد.
در ۱۱۵۴ راجر دوم سیسیل درگذشت و مانوئل با بهره‌برداری از فرصت پیش‌آمده ناوگانی را در ۱۱۵۵ برای حمله به آنکونا اعزام نمود و موفق شد بیشتر نواحی آپولیا را به تصرف خود درآورد. با این حال در ۱۱۵۶ لشکری متشکل از نیروهای آلمانی، ونیزی و نورمان‌ها او را در بریندیسی شکست داده و به نفوذ امپراتوری بیزانس در ایتالیا پایان دادند. به‌دنبال این اتفاق مانوئل نمایش قدرت خود را متوجه حکومت‌های صلیبی‌ای کرد که پس از نخستین جنگ صلیبی شکل گرفته بودند. او در ۱۱۵۸ اقدام به لشکرکشی در سیلیسیا (واقع در ترکیه امروزی) نمود و موفق شد تا علاوه بر بازپس‌گیری نواحی از دست داده، رناد کاتیون، شاهزادهٔ انتاکیه و بالدوین سوم، پادشاه اورشلیم را در ۱۱۵۹ وادار به پذیرش امپراتوری بیزانس به‌عنوان اختیاردار حکومت آنها نموده و آنها را خراجگزار خود سازد.
مانوئل یکم در ارتباطاتش با صربها و مجارها نیز فرمانروایی موفق نشان داد و در ۱۱۶۷، نواحی دالماتیا، کرواسی و بوسنی در امپراتوری ادغام شدند. او همچنین در درگیری‌های دودمانی پیش‌آمده در مجارستان دخالت کرد و توانست بِلا را در ۱۱۷۳ به پادشاهی آن کشور برساند. با این‌حال او در شمال نتوانست روابط موفقیت‌آمیزی ایجاد کند و ارتباط ونیز و قسطنطنیه از ۱۱۷۱ به مدت ۱۰ سال با یکدیگر قطع بود.

### جنگ با ترکان سلجوقی
از آنجا که مانوئل تمام توجه و فعالیت‌هایش را در غرب متمرکز ساخته بود در این مدت از ترک‌های نواحی شرقی غافل مانده بود. علی‌رغم آنکه او در ۱۱۴۵، ۱۱۴۶ و ۱۱۶۰ با سلطان ایکونیوم وارد جنگ شده بود اما در عمل هیچ نتیجه‌ای از این درگیری‌ها به‌دست نیامده بود. سرانجام او در ۱۱۷۶ دست به تهاجمی گسترده و همه‌جانبه علیه ترکان زد. اما رویاپردازی‌های او برای بازگرداندن شکوه امپراتوری روم سبب شده بود تا او در تخمین قدرت فزون‌یافتهٔ سلجوقیان دچار اشتباه شده و در نتیجه در میریوسفالون از آنان شکست بخورد. به‌دنبال این شکست او مجبور شد تا عهدنامه‌ٔ صلحی را با قلیچ ارسلان دوم، سلطان پیروز سلجوقی امضا نماید.

### سال‌های پایانی و مرگ
در اواخر دههٔ ۱۱۷۰ و در نتیجهٔ عهدنامهٔ صلح ونیز (۱۱۷۷)، اتحادی بین فردریک بارباروسا و قلیچ ارسلان شکل گرفت که به انزوای مانوئل یکم انجامید. علی‌رغم این موضوع او توانست با ترتیب دادن ازدواج‌هایی، دو متحد تازه برای خود بیابد. او پسر کوچکش آلکسیوس را به ازدواج دختر خردسال لویی هفتم فرانسه اگنس درآورد و دخترش ماریا از ازدواج اولش را به همسری رنیه، پسر ویلیام پنجم مونتفرات (ناحیه‌ای در گوشهٔ شمال‌غربی ایتالیای امروزی) درآورد. هر دوی این ازدواج‌ها در دوم مارس ۱۱۸۰ صورت گرفت و مانوئل از این طریق دارای روابط دودمانی با فرمانروایان مقتدری در جناح غربی دشمن نیرومندش فردریک بارباروسا شد.
مانوئل یکم در اواخر عمرش فردی مذهبی شده بود و خواهان آن بود تا همسرش ماریا راهبه شود. سرانجام او پس از ۳۷ سال حکومت در ۲۴ سپتامبر ۱۱۸۰ درگذشت و پسر ۱۱ ساله‌اش، آلکسیوس دوم با نایب‌السلطنتی مادرش ماریای انطاکیه‌ای جانشین او شد.